# 六筦
六筦，同六管，即盐、铁、酒专卖，政府铸钱，名山大泽产品收税和五均赊贷。这些措施于王莽即位的次年起，先后公布施行，合称六筦（筦，即管，由国家经营管理之意）
始建国二年（10年），初設「六筦」之令，對酒、鹽、鐵、鑄錢、名山大澤、五均賒貸等六類與民生物資或經濟活動進行管制。其中酒、鹽、鐵、鑄錢、名山大澤在西漢武帝時代即已管制，五均是武帝平準事業的擴大，而官方貸現金給百姓，則是王莽的獨創。
五均是絲、綿、布、帛、五穀等五種民生必需品的價格管制。王莽在長安及五都設立五均官，更名長安東、西市令及洛陽、邯鄲、臨菑、宛、成都市長為「五均同市師」。長安東市稱京、西市稱畿，洛陽稱中，餘四都各用東、西、南、北為稱，皆置交易丞五人，錢府丞一人。
賒貸事業，西漢已有。官家常貸給百姓種子、糧食、牛隻等，而且常免其還債；然而貸現金給百姓，只有民間才有；私人錢莊往往放高利貸以剝削有急需的百姓。王莽推動的貸現金予百姓政策，凡因祭祀、葬喪而貸者，不計利息；因經營而貸者，扣除本錢，僅以淨利的十分之一計息，相較於當時通行的二成利息，實優厚許多。

## 六筦
六筦中，盐、铁专卖和政府铸钱都系承袭汉武帝刘彻以来旧制。酒的专卖，武帝时一度施行，汉昭帝始元六年（前81），盐铁之议后废除，改收酒税，新莽时恢复专卖，规定卖酒毛利三分偿付各种材料、燃料、工具消耗及人工费用，七分作为纯利入官。名山大泽产品的征课，过去亦曾实行。这时更规定，凡开采金、银、铜、锡和采捕作为货币原料的龟、贝的工商业者，其产品不许在市场上自由出售，都要向政府申报，而政府会在一定时期予以收购。凡从事鱼鳖、鸟兽等的捕捞猎取和从事畜牧的，也同其他小工商业者及出售家庭副业产品者一样，收其利润的十分之一以为“贡”（相当于后世的所得税），经营这些产品不向政府申报和申报时有隐瞒的，产品没收，并罚一年劳役，以示惩诫。